# محطة بيج ماونت الجنوبية
محطة بيج ماونتن الجوية هي مهبط طائرات عسكري يقع بالقرب من بيج ماونتن، في بحيرة وشبه جزيرة بورو بولاية ألاسكا الأمريكية. بُنى مهبط الطائرات لدعم محطة (بيغ ماونتين راديو ريلاي)، وهي منشأة مهجورة للقوات الجوية تقع على بعد 220 ميلاً (350 كم) جنوب غرب أنكوريج على الشاطئ الجنوبي لبحيرة إيليامنا.

## نشأة المحطة
أُنشئت محطة «بيج ماونت آر إس إس» عام 1956 كجزء من نظام اتصالات سمي بنظام الاتصالات وايت أليس (WACS), وهي شبكة اتصالات دفاعية ونظام إنذار للطائرات أُنشئ في جميع أنحاء ألاسكا خلال الحرب الباردة. أدى التقدم التكنولوجي إلى التخلى عن محطة «بيج ماونتن» باعتباره تأسيسا قديماً، حيث تم التخلي عنه في عام 1979. ولا يزال سلاح الجو الأمريكي يمتلك 440 فدانًا (1.8 كيلومتر مربع) في الموقع، والذي يتكون من معسكر سفلي بجانب مهبط الطائرات ومعسكر علوي في الجزء العلوي من الجبل الكبير. يوجد أيضًا موقع هبوط للصندل في خليج الرنة تابع لجامعة ألاسكا، بينما الأراضي المحيطة مملوكة لولاية ألاسكا.

## مرافق
تحتوي محطة «بيج ماونت» على مدرج واحد مخصص 7/25 مع سطح يصل إلى 4200 × 145 قدمًا (1280 × 44 مترًا)

## روابط خارجية
- Airport information for PABX at AirNav
- تاريخ الحوادث لـ (BMX) على شبكة سلامة الطيران.
- Aeronautical chart and airport information for 37AK at SkyVector